# Da Lench Mob
Da Lench Mob – amerykańska grupa hip-hopowa, działająca w pierwszej połowie lat 90.
Po raz pierwszy wystąpiła na debiutanckim solowym albumie Ice Cube'a AmeriKKKa's Most Wanted. Zespół wydał dwie płyty, rozpadł się w 1995. Ich najbardziej znany utwór "Guerillas In Tha Mist" został wykorzystany w soundtracku z gry GTA: San Andreas.

## Członkowie zespołu
- Shorty
- T-Bone
- J-Dee
- Maulkie

## Dyskografia

### Albumy
- Guerillas In Tha Mist (1992)
- Planet Of Da Apes (1994)

### Single
- "Freedom Got An A.K." (1992)
- "Ain't Got No Class" (1993)
- "Goin' Bananas/Cut Throats" (1994)
- "Chocolate City/Environmental Terrorists" (1994)